# بخش مرکزی شهرستان اوز
بخش مرکزی شهرستان اوز یکی از بخش‌های شهرستان اوز در استان فارس ایران است.

## تقسیمات کشوری
- بخش مرکزی
  - دهستان فیشور
  - دهستان اوز

شهرها: اوز

## جمعیت
بنابر سرشماری مرکز آمار ایران، جمعیت بخش مرکزی شهرستان اوز در سال ۱۳۹۵ برابر با ۲۵٬۸۷۰ نفر بوده‌است.